# アンド・カウント・2・テン
「アンド・カウント・2・テン」(Turn Around and Count 2 Ten)は、デッド・オア・アライヴがリリースしたシングル。4枚目のスタジオ・アルバム『ヌード』に収録されている。

## 収録曲
1. アンド・カウント・2・テン
2. サムシング・イン・マイ・ハウス（インストゥルメンタル）

## チャート成績
| チャート（1988年）               | 最高順位 |
| -------------------------------- | -------- |
| イギリス（全英シングルチャート） | 70       |